# 第一書簡
『第一書簡』（だいいちしょかん、希: Ἐπιστολή α'、羅: Epistula I、英: Epistle I, First Epistle, First Letter）は、プラトンの『書簡集』中の書簡の1つ。偽作と考えられる。
紀元前359年、プラトンが68歳頃、第3回目のシラクサ行きから帰国後、ディオニュシオス2世に対して宛てた書簡、という体裁となっており、プラトンがディオニュシオス2世に対して、それまでの自身に対する仕打ちを非難する内容となっている。

## 訳書
- 『プラトン全集 14　エピノミス(法律後篇)・書簡集』 水野有庸、長坂公一訳、岩波書店